# Планси-л’Аббеи
Планси́-л’Аббеи́ (фр. Plancy-l'Abbaye) — коммуна во Франции, находится в регионе Шампань — Арденны. Департамент — Об. Входит в состав кантона Мери-сюр-Сен. Округ коммуны — Ножан-сюр-Сен.
Код INSEE коммуны — 10289.
Коммуна расположена приблизительно в 125 км к востоку от Парижа, в 55 км юго-западнее Шалон-ан-Шампани, в 32 км к северу от Труа.

## Население
Население коммуны на 2008 год составляло 941 человек.
| 1962 | 1968 | 1975 | 1982 | 1990 | 1999 | 2008 |
| ---- | ---- | ---- | ---- | ---- | ---- | ---- |
| 895  | 922  | 931  | 964  | 957  | 849  | 941  |

## Экономика
В 2007 году среди 572 человек в трудоспособном возрасте (15—64 лет) 430 были экономически активными, 142 — неактивными (показатель активности — 75,2 %, в 1999 году было 70,6 %). Из 430 активных работали 384 человека (218 мужчин и 166 женщин), безработных было 46 (19 мужчин и 27 женщин). Среди 142 неактивных 26 человек были учениками или студентами, 52 — пенсионерами, 64 были неактивными по другим причинам.